# Fábio Paes
 Fábio Luís Malachias Paes (Piracicaba, 15 de março de 1985) é um voleibolista indoor brasileiro que atua na posição de Líbero , e atuando pelas categorias de base da Seleção Brasileira conquistou a medalha de ouro no Campeonato Mundial Infanto-Juvenil de 2003 na Tailândia.

## Carreira
Fábio iniciou a carreira no voleibol em 1999 no  E. C. XV de Novembro de Piracicaba, seguindo os passos da mãe que também treinava voleibol nesta agremiação , depois passou pelas categorias de base do C.C.R.C.C.  e Araras  descoberto pelo treinador das categorias de base do Pinheiros .
Em 2002 foi convocado para Seleção Brasileira pelo técnico Percy Oncken, categoria infanto-juvenil em preparação para disputar o Campeonato Sul-Americano em Santiago-Chile , mas não esteve na equipe que disputou esta competição. Mas no ano seguinte voltou a servir a Seleção Brasileira, nesta mesma categoria, e  vestindo a camisa#8 participou da conquista da medalha de ouro no Campeonato Mundial de 2003 em Suphanburi-Tailândia  e nas estatísticas da edição encerrou na sétima posição entre os melhores defensores e foi o atleta com a terceira melhor recepção.
Pelo Pinheiros atuou na temporada 2003-04 e  sagrou-se campeão do Campeonato Paulista  (1ª Divisão) de 2003 e representou a Seleção Paulista no Campeonato Brasileiro de Seleções de 2004, categoria juvenil, sagrando-se campeão, tal edição sediada em  Saquarema-RJ .
Na jornada seguinte passou atuar no Wizard/Suzano   e disputou a Superliga Brasileira A 2004-05, competição na qual encerrou na quarta posição.
Com a parceria entre a Ulbra e o São Paulo Futebol Clube, resultou na equipe Ulbra/Ferraz/São Paulo F.C e foi vice-campeão do Campeonato Gaúcho de 2005, mesmo resultado  obtido nos Jogos Abertos do Interior de São Paulo no mesmo ano e  obteve a oitava posição da Superliga Brasileira A 2005-06.Na temporada 2006-07 ficou inativo no voleibol profissional, dedicando-se a vida acadêmica, cursando Educação Física no Campus Vergueiro da Unip e atuou no vôlei universitário pela Atlética Unip obtendo o título do Campeonato Paulista Universitário e da Divisão Especial e vice-campeão dos Jogos Universitários Brasileiros (Jubs) em 2007.
Retornou ao voleibol profissional  nas competições de 2007-08, e passou a atuar pelo Vôlei Futuro  e disputou a Superliga Brasileira A 2007-08 e  esta edição finalizou por este clube na sétima posição.Renovou com o Vôlei Futuro para competir na jornada 2008-09 e conquistou o vice-campeonato da Copa São Paulo de 2008, neste mesmo ano obteve o quarto lugar no Campeonato Paulista e o representou na Superliga Brasileira A 2008-09 que após as quartas de final encerrou no sexto lugar.
No período esportivo seguinte foi contratado pelo Sesi-SP e conquistou o título da Copa São Paulo de 2009, além do título do Campeonato Paulista de 2009 e encerrou na quinta posição da Superliga Brasileira A 2009-10.
Também foi atleta do BMG/Montes Claros  pelo qual conquistando o bronze do Campeonato Mineiro de 2010  e por essa equipe  disputou a Superliga Brasileira A 2010-11 encerrando na quarta posição na fase classificatória e finalizando após as quartas de final em quinto lugar.
Recebeu uma proposta do Vivo/Minas para temporada seguinte, mas os médicos deste clube alegaram que ele não tinha condições de jogo, então acertou com o São Caetano onde atuava como Ponteiro Passador no Campeonato Paulista de 2011 e retornou para o time do BMG/Montes Claros, representando-o também na referente Superliga Brasileira A e encerrando na décima posição.Mais uma vez atuando no voleibol  mkineiro, desta vez pela UFJF, disputou por esta equipe as disputas de 2012-13, na referente Superliga Brasileira A encerrou na décima primeira posição, ou seja, penúltima posição.
Em 2013 foi homenageado com outros atletas de sua cidade natal pela Câmara Municipal de Vereadores de Piracicaba, na moção de aplausos 106/2013 cujo autor foi o vereador Pedro Kawai (PSDB).Ano que assinou contrato com a Funvic/Midia Fone e encerrou na décima posição na Superliga Brasileira A 2013-14 e retornou para UFJF para disputar as competições do período esportivo 2014-15.

## Títulos e resultados
- 2013-14-10º Lugar da Superliga Brasileira-Série A[26]
- 2012-13-11º Lugar da Superliga Brasileira-Série A
- 2011-12- 10º Lugar da Superliga Brasileira A[25]
- 2010-11- 5º Lugar da Superliga Brasileira A[22]
- 2010-3º lugar do Campeonato Mineiro [20]
- 2009-10- 5º Lugar da Superliga Brasileira A
- 2009-Campeão do Campeonato Paulista[8][19]
- 2009-Campeão da Copa São Paulo[18]
- 2008-09- 6º Lugar da Superliga Brasileira A
- 2008-Vice-campeão da Copa São Paulo [16]
- 2008-4º lugar do Campeonato Paulista
- 2007-08- 7º lugar da Superliga Brasileira A[12]
- 2007- Vice-campeão dos Jubs [13]
- 2007-Campeão do Campeonato Paulista  Universitário [13]
- 2006-Campeão do Campeonato Paulista  Universitário[13]
- 2005-06- 8º lugar da Superliga Brasileira A [12]
- 2005-Vice-campeão do  Jogos Abertos do Interior de São Paulo[11]
- 2005-Vice-campeão do Campeonato Gaúcho[8]
- 2004-05- 4º lugar da Superliga Brasileira A[1]
- 2004-Campeão do Campeonato Brasileiro de Seleções Juvenil [8]
- 2003-Campeão do Campeonato Paulista (1ª Divisão)[8]

## Premiações individuais
- Troféu Atlética UNIP 2007- Revelação do [13]
- 3ª Melhor Recepção do Campeonato Mundial Infanto-Juvenil de 2003[7]